# Navia de Suarna
Navia de Suarna is een gemeente in de Spaanse provincie Lugo in de regio Galicië met een oppervlakte van 243 km². Navia de Suarna telt 1.186 inwoners (1 januari 2016).